# Mausoleo Visconti di Modrone

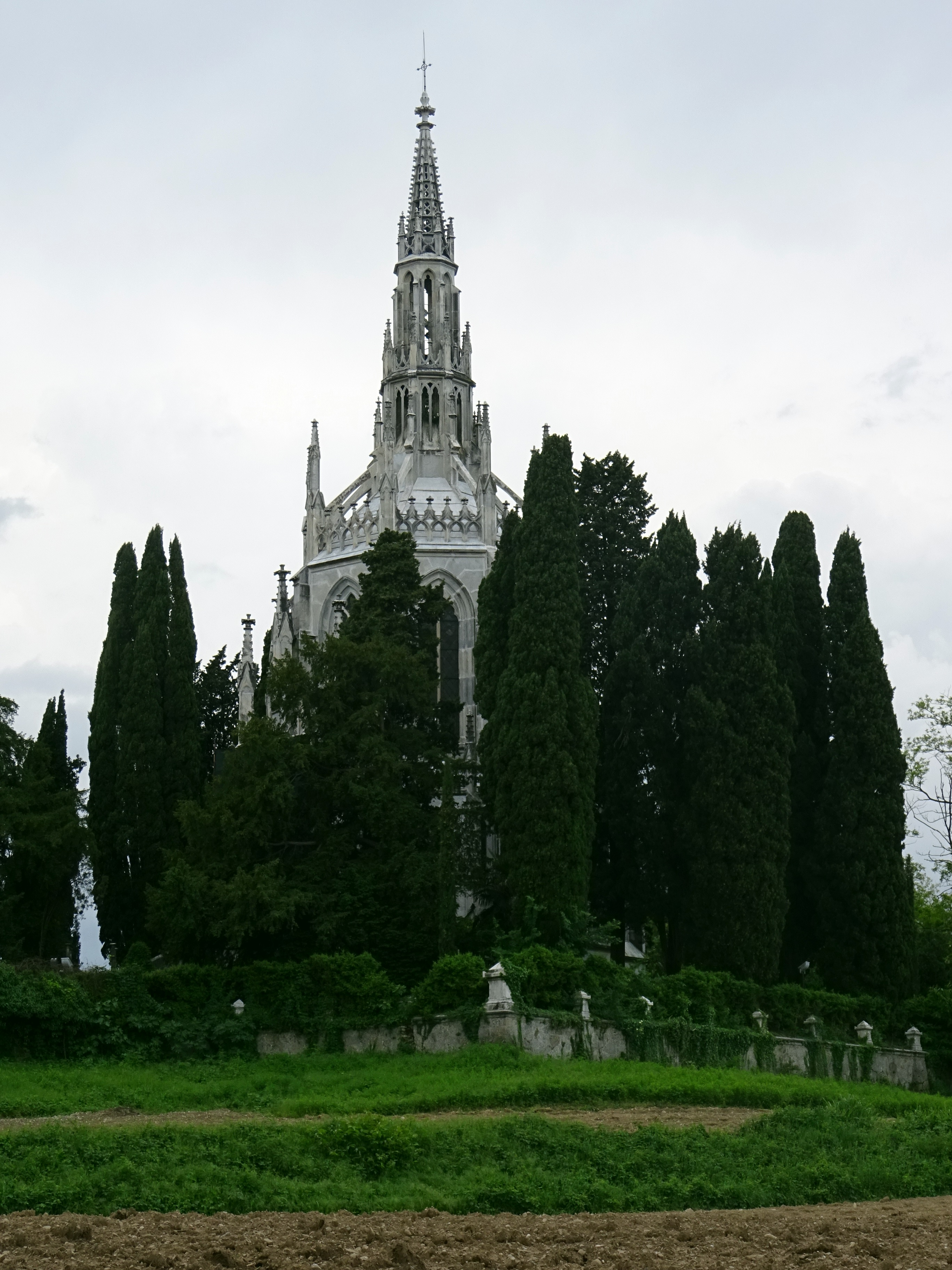
Mausoleo Visconti di Modrone

Il mausoleo Visconti di Modrone, ideato intorno al 1884 dall'architetto piemontese Giovanni Ceruti e terminato nel 1890, si trova nel territorio di Cassago Brianza, in Brianza. Il monumento racchiude le tombe di famiglia dei Visconti di Modrone.

## San Salvatore a Tremoncino
Il mausoleo fu costruito sulle spoglie dell'antica chiesa di san Salvatore, molto amata e frequentata dai contadini della zona. In questo luogo erano infatti custoditi i resti dei morti della terribile peste che sconvolse l'Europa nella metà del Trecento. Ancora oggi, alcune ossa rinvenute sui luoghi sono conservate in alcune teche poste all'ingresso della cripta.

## Il piccolo Duomo

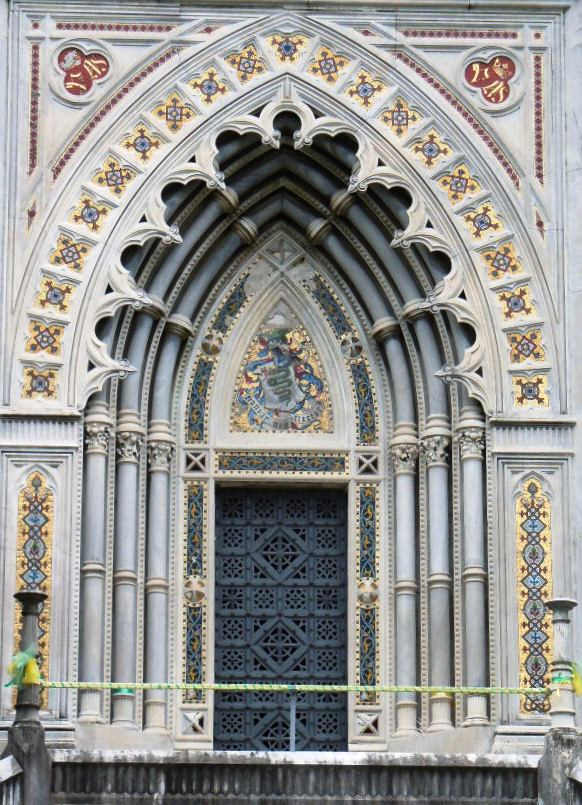
Mausoleo Visconti di Modrone dettaglio della facciata

Stemma della famiglia.

Nella costruzione del Mausoleo, la famiglia Visconti desiderava richiamare la grandezza e l'imponenza del duomo di Milano. Il progetto iniziale fu modificato con l'adozione di uno stile gotico internazionale. Per la costruzione, fu usato il marmo di Carrara. Le imponenti guglie bianche spiccano dalla natura circostante e la posizione all'apice di una piccola collina dona all'edificio un aspetto ancora più grande. Al piazzale antistante il mausoleo, si accede attraverso un viale in salita circondato da cipressi. La pianta dell'edificio è ottagonale a simboleggiare l'ottavo giorno e quindi la resurrezione. Due scale simmetriche racchiudono l'entrata della cripta e accompagnano al piano superiore.

## Le sepolture
I sarcofaghi sono stati disposti su due piani: in quello inferiore si trovano i resti dei Visconti di Modrone fino all'Ottocento, mentre al piano rialzato riposano i membri vissuti nel Novecento.
Elenco delle 35 salme:
- Marianna Fagnani marchesa Visconti di Modrone (1739-1814)
- Contessa Visconti di Modrone nata Gonzaga principessa Aurelia (1768-1857), madre di Uberto
- Duca Carlo Visconti di Modrone (1770-1836), primo Duca Visconti di Modrone
- Duca Uberto Visconti di Modrone (1802-1850)
- Conte Carlo Visconti di Modrone (1804-1873), fratello di Uberto
- Duchessa Giovanna nata marchesa di Gropallo (1805-1884), moglie di Uberto
- Conte Carlo Visconti di Modrone (1833-1837), figlio di Uberto
- Duca Raimondo Visconti di Modrone (1835-1882), figlio di Uberto
- Conte Luigi Visconti di Modrone (1839-1879), figlio di Uberto
- Conte Gaetano Visconti di Modrone (1840-1844), figlio di Uberto
- Duca Guido Visconti di Modrone (1838-1902), figlio di Uberto
- Duchessa Ida Visconti di Modrone nata Rensi (1850-1915)
- Duca Uberto Visconti di Modrone (1871-1923), figlio di Guido
- Duchessa Marianna Visconti nata Groppallo (1870-1941)
- Conte Giovanni Visconti di Modrone (1873-1931), figlio di Guido
- Conte Raimondo Visconti di Modrone (1877-1880), figlio di Guido
- Duca Guido Carlo Visconti di Modrone (1881-1967)
- Contessa Edoarda Visconti di Modrone nata Castelbarco (1881-1929)
- Matilde Visconti di Modrone nata Marescalchi (1881-1973)
- Contessa Maria Visconti di Modrone (1895), figlia di Uberto
- Conte Guido Visconti di Modrone (1897-1899), figlio di Uberto
- Duca Marcello Visconti di Modrone (1898-1964), figlio di Uberto
- Xenia Visconti di Modrone nata Berlingieri di Valle Perrotta (1901-1973)
- Ruggero Visconti di Modrone (1906-1991)
- Conte Emanuele Visconti di Modrone (1907-1945), militare del Reparto Arditi Ufficiali RSI, ucciso nella Strage di Graglia il 2 maggio 1945
- Conte Raimondo Visconti di Modrone (1907-1983)
- Ferdinando Visconti di Modrone (1909-1963)
- Conte Ottorino Visconti di Modrone (1909-1978), attore
- Filippo Visconti di Modrone (1913-1982)
- Nucci Visconti di Modrone nata Cima (1921-1990)
- Contessa Matilde Visconti di Modrone (1931), figlia di Marcello
- Conte Guido Visconti di Modrone (1941-1974)
- Niccolò Visconti di Modrone (1920-2004)
- Contessa Elena Visconti di Modrone nata Castellini (1914-2015)
- Matteo Visconti di Modrone (1947-2023)